# 東光寺 (熱海市)
東光寺（とうこうじ）は、静岡県熱海市にある高野山真言宗の寺院。

## 歴史
寺院としての創建年代は不明である。271年（応神天皇2年）に光る鏡が出現し、その2年後にこの鏡を祀ったのが起源という。594年に推古天皇より「走湯権現」の神号を賜ったという。
源頼朝が当寺で「源氏再興」を祈願したこともあり、鎌倉時代以降は寺運興隆していった。本尊の地蔵菩薩は頼朝が寄進したものである。
本堂の裏には箱根戦争で敗れた旧幕府軍将兵の供養塔がある。

## 交通アクセス
- 熱海駅より車22分。